# ゲルゲサ
ゲルゲサ（Gergesa, Country of the Gergesenes）とは新約聖書に登場する地名で、ガリラヤ湖南東に広がる広大な地域を指していると考えられている。中澤啓介はケルサと呼ばれている場所であると推定している。この地方にはガダラやゲラサなど、ギリシャ人の住む植民都市が散在していた。たとえばガダラはマタイの福音書とマルコの福音書に登場するデカポリスの町の一つであり、ガリラヤ湖東岸の切り立った断崖の湖に突き出ている場所であった。
ゲルゲサは、「ガダラの豚」の逸話で有名である（ルカの福音書ではゲラサ人となっているなど、舞台についてはガダラ、ゲラサ、ゲルゲサの三つが併存している）。マタイの福音書によると、主イエスがガリラヤ湖の向こう岸に行くことを提案し、舟でガリラヤ湖を横断し、ガダラ人の地についた。その地の墓場に、レギオンという悪霊に憑かれて凶暴になった人がすんでいた。悪霊はイエス・キリストを神の子として認めて、底知れぬところに行くように命じないように懇願した。そこで、悪霊が豚の群に行かせてもらう許可を願った。イエスが許可したので、悪霊は豚の群れに移り、豚の群れはがけを下って、ガリラヤ湖で溺れ死んだ。この事件がガダラ人の地に広まり、恐れたガダラ人はイエスにその地から出ていくように頼んだ。。